# Matthias Hauer

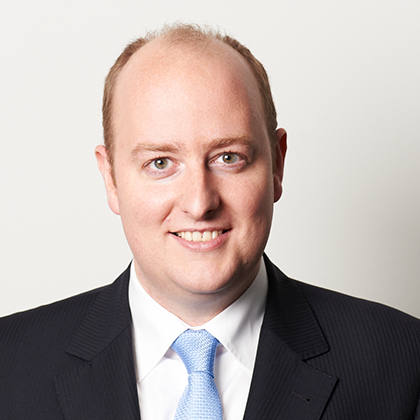
Matthias Hauer (2017)

Matthias Hauer (* 18. Dezember 1977 in Hattingen) ist ein deutscher Politiker (CDU) und Rechtsanwalt. Er ist seit 2013 Mitglied des Deutschen Bundestages und seit 2025 Parlamentarischer Staatssekretär bei der Bundesministerin für Forschung, Technologie und Raumfahrt.

## Leben
Matthias Hauer ist in Essen-Bredeney aufgewachsen. Er römisch-katholisch, verheiratet und hat einen Sohn.

### Ausbildung und Beruf
Nach dem Abitur leistete Matthias Hauer seinen Wehrdienst ab und studierte anschließend  Rechtswissenschaft an der Ruhr-Universität Bochum. Im Jahr 2005 legte er sein zweites juristisches Staatsexamen ab und wurde als Rechtsanwalt zugelassen. Seit 2009 ist er Partner in der mittelständischen Anwaltskanzlei ebl esch&kramer Rechtsanwälte. Er ist Fachanwalt für Bank- und Kapitalmarktrecht.

### Politische Laufbahn
Matthias Hauer ist seit 1994 Mitglied der CDU, seit 2007 im Kreisvorstand und seit 2015 Vorsitzender der CDU Essen.
2004 und 2009 wurde Hauer jeweils als Direktkandidat im Wahlbezirk Bredeney, Schuir, Fischlaken in den Rat der Stadt Essen gewählt. Er gehörte dem Rat der Stadt Essen bis 2013 an und war zuletzt ordnungs- und personalpolitischer Sprecher der CDU-Fraktion sowie Mitglied des Fraktionsvorstandes. Zuvor war er 5 Jahre lang Mitglied der Bezirksvertretung IX (Werden, Kettwig, Bredeney).
Matthias Hauer war Kreisvorsitzender der Jungen Union (JU) Essen, deren Mitglied der seit 1993 war, Bezirksvorsitzender der JU Ruhrgebiet und Landesjustitiar der JU NRW.
Bei der Bundestagswahl 2009 kandidierte Hauer erstmals im Wahlkreis Essen III für den Bundestag. Er unterlag dabei, konnte aber den Rückstand auf die SPD-Kandidatin Petra Hinz von 10,7 Prozentpunkten auf 2,5 Prozentpunkte verkürzen.

### Abgeordnetentätigkeit

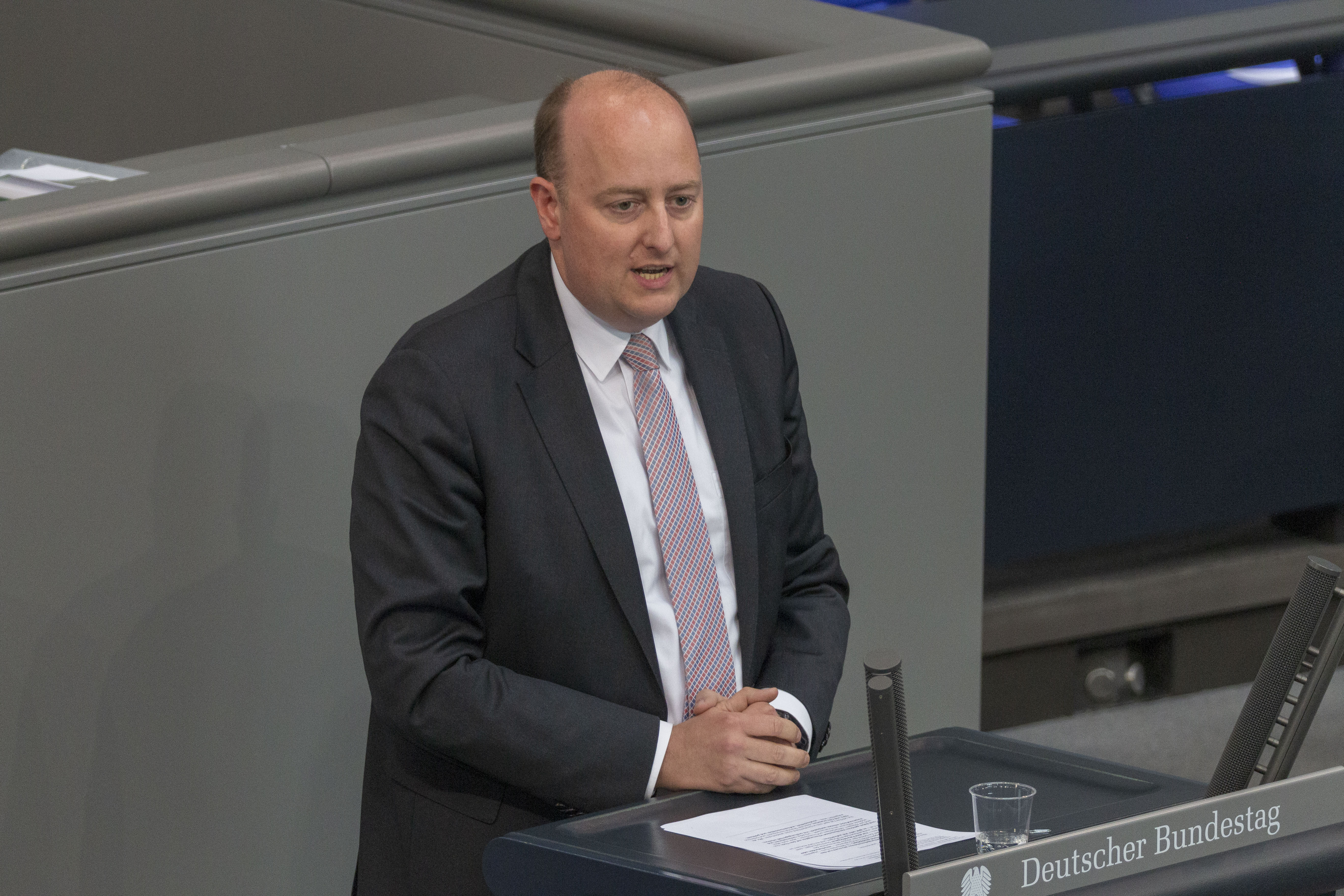
Matthias Hauer, 2020 im Deutschen Bundestag

Hauer ist seit 2013 Mitglied des Deutschen Bundestages. Bei der Bundestagswahl 2013 gewann er das Direktmandat im Wahlkreis Essen III, der bis dahin als SPD-Hochburg galt, gegen Petra Hinz (SPD). Dies war bei der Bundestagswahl 2013 das einzige Direktmandat, das die CDU im Ruhrgebiet gewinnen konnte.
Das vorläufige amtliche Endergebnis sah eine Mehrheit von 3 Stimmen für Hauer vor und war damit das knappste Ergebnis, das jemals in einem Bundestagswahlkreis erzielt wurde. Da es bei der Stimmauswertung am Wahltag zu Rechenfehlern gekommen war, beschloss der Kreiswahlausschuss die Neuauszählung der Stimmen. Bei der Neuauszählung wurde jeder Stimmbezirk durch zwei separate Gruppen von Wahlhelfern ausgezählt (sog. 2-Gruppen-Prinzip), um Fehler zu vermeiden. Die Neuauszählung bestätigte das Direktmandat für Hauer, der nun mit 93 Stimmen deutlicher vor der SPD-Kandidatin lag. Hauer wäre ansonsten über die Landesliste der CDU NRW in den Deutschen Bundestag eingezogen.
Bei der Bundestagswahl 2017 konnte Matthias Hauer diesen Erfolg wiederholen und seinen Vorsprung auf den SPD-Kandidaten Gereon Wolters auf über 9500 Stimmen ausbauen.
Im 19. Deutschen Bundestag ist Hauer ordentliches Mitglied im Finanzausschuss, sowie im Ausschuss Digitale Agenda. Zudem gehört er als stellvertretendes Mitglied dem Haushaltsausschuss, dem Ausschuss für Inneres und Heimat und dem Ausschuss für Recht und Verbraucherschutz an.
Bei der Bundestagswahl am 26. September 2021 verteidigte er sein Direktmandat ebenfalls gegen Gereon Wolters, allerdings nur noch mit 1023 Stimmen Vorsprung. Es ist wieder das einzige CDU-Direktmandat im Ruhrgebiet.
Im Zuge der Bildung des Kabinetts Merz wurde er am 6. Mai 2025 zum Parlamentarischen Staatssekretär bei der Bundesministerin für Forschung, Technologie und Raumfahrt, Dorothee Bär (CSU), ernannt.